# Ølst Sogn
Ølst Sogn er et sogn i Randers Søndre Provsti (Århus Stift).
I 1800-tallet var Ølst Sogn anneks til Haslund Sogn. Begge sogne hørte til Galten Herred i Randers Amt. Ølst Sogn tilhørte Haslund-Ølst Kommune fra 1842 til 1970. Kommunen blev ved kommunalreformen i 1970 indlemmet i Randers Kommune (1970-2006) og fortsatte efter strukturreformen i 2006 i den ny Randers Kommune.
I Ølst Sogn ligger Ølst Kirke.
I sognet findes følgende autoriserede stednavne:
- Askildrup (bebyggelse, ejerlav)
- Brusgård (ejerlav, landbrugsejendom)
- Brusgård Møllebæk (vandareal)
- Damkær (bebyggelse)
- Ginnerup (bebyggelse, ejerlav)
- Hiseng (areal)
- Kindbjerg (bebyggelse)
- Mikkelstrup (bebyggelse)
- Nevermose (bebyggelse)
- Robdrup (bebyggelse, ejerlav)
- Robdrup Kær (bebyggelse)
- Romalt (bebyggelse, ejerlav)
- Sønder Borup Mark (bebyggelse)
- Trustrup (bebyggelse, ejerlav)
- Trustrup Mark (bebyggelse)
- Ølst (bebyggelse, ejerlav)
- Ølst Bakker (areal)